# Käthe Volkart-Schlager
Käthe Volkart-Schlager (* 7. Februar 1897 in Wien; † 2. April 1976 in Filderstadt) war eine österreichische Komponistin, Pianistin und Musikpädagogin.

## Leben und Werk
Käthe Volkart-Schlager wurde 1897 in Wien geboren. Sie studierte an der Musikhochschule Stuttgart bei Max von Pauer und Wilhelm Kempff. Sie schloss ihr Studium 1917 ab und gab Konzerte und Vorlesungen für Lehrer. Als Musikerin reiste sie nach Schweden, in die Türkei und nach Finnland.
Im Zentrum des kompositorischen Schaffens von Käthe Volkart-Schlager stand neben der Kammer- und Klaviermusik das Kunstliedschaffen. Die Hermann-Hesse-Vertonungen Wie sind die Tage schwer und Vor dem Schlafengehen auf Gedichte aus dem Band Musik des Einsamen von 1914 gehören ihrer frühen Phase als Liedkomponistin an. Diese Lieder wurden 2011 in einem Konzert der Liedklasse der Musikhochschule Stuttgart in Zusammenarbeit mit der Internationalen Hugo-Wolf-Akademie aufgeführt und mit weiteren Liedern der Komponistin vom SWR aufgezeichnet. Volkart-Schlagers Musik, ein Großteil davon für Klavier zu vier Händen, wurde vom Süddeutschen Musikverlag (heute Bärenreiter) veröffentlicht. Diese Veröffentlichungen galten vor allen Dingen für den damaligen Verlagsleiter Willy Müller als gewagt und gefährlich, da die Familie Volkart-Schlager sich offen gegen den Nationalsozialismus aussprach.
Käthe Volkart-Schlager schrieb Instrumentenunterrichtsliteratur für Kinder wie beispielsweise das Bunte Bilderbuch für junge Klavierspieler (1941). Sie wirkte von 1947 bis 1969 als Dozentin für Klavierimprovisation an der Musikhochschule Stuttgart. Sie erhielt im September 1967 das Bundesverdienstkreuz 1. Klasse.
Sie war seit 1921 mit dem deutschen Architekten und Hochschullehrer Hans Volkart verheiratet. Das Ehepaar hatte vier Kinder, die Cembalistin Eva Renate Trauer (* 1923), die Psychotherapeutin Silvia Görres (1925–2015), die Werk- und Kunstlehrerin Iris Faigle (* 1930) sowie den Diplomkaufmann Friedemann (* 1938).

## Kompositorische Werke (Auszug)
- Kleine Oboensonate d-Moll.[8]
- Violasonate g-Moll.[8]
- Schattenbilder.[9]
- Tuxer Tänze.

## Musikpädagogische Literatur (Auszug)
- Zwei kleine Sonatinen für Oboe oder Violine und Klavier oder Cembalo. 1937.
- Buntes Bilderbuch für junge Klavierspieler. Zwanzig Klavierstücke mit fortschreitender Schwierigkeit mit bunten Bildern von Elisabeth Raasch-Hasse. Heidelberg 1941.
- Der Spielgarten. 14 leichte Klavierstücke. Schott. 1941.
- Mohrentanz und Mummenschanz. Tänze für Klavier zu vier Händen. Schott. 1960.
- Die singende Windrose. 61 Lieder aus vielen Ländern für Klavier zu vier Händen. Tübingen 1975.
- Der Tonkreis. Ein kleiner Spaziergang durch alle Tonarten. Schott. 1978
- Zu zweit mehr Freud. 220 Klavierstücke für Lehrer und Schüler. Süddeutscher Musikverlag 2002.